# Sansevieria perrotii
Sansevieria perrotii ist eine Pflanzenart aus der Gattung Sansevieria in der Familie der Spargelgewächse (Asparagaceae). Das Artepitheton ehrt den französischen Apotheker und Botaniker Émile C. Perrot (1867–1951).

## Beschreibung
Sansevieria perrotii wächst stammbildend als ausdauernde, aufrecht stehende und sukkulente Pflanze mit bis zu 20 Zentimeter hohen und 2,5 Zentimeter breiten von Blattbasen bedecktem Stamm. Die acht bis zwölf Laubblätter sind zweizeilig gestellt, aufsteigend oder ausgebreitet und zylindrisch geformt. Sie sind seitlich zusammengedrückt und weisen eine tiefe breite Rinne auf der Oberseite auf.  Die einfache Blattspreite ist 91 bis 152 Zentimeter lang und 1 bis 1,5 Zentimeter dick. Sie gehen allmählich durch Verschmälerung in eine weißlich, harte Spreitenspitze über. Der Spreitenrand ist rötlich braun, die Kante ist weiß. 
Die endständig rispigen Blütenstände sind bis zu 120 Zentimeter hoch. Die Rispen sind locker mit zwei bis vier Blüten pro Büschel besetzt. Die Blütenröhre ist mehr oder weniger als 1,2 Zentimeter groß. Die Blütenhüllblätter sind blass grünlich. Die Zipfel sind etwa 1 Zentimeter lang, innen weißlich und außen violettlich.

## Verbreitung
Sansevieria perrotii ist in Tansania zwischen Büschen auf Korallenkalk verbreitet.

## Taxonomie
Die Erstbeschreibung von Sansevieria perrotii erfolgte 1901 durch Otto Warburg.
Synonyme für Sansevieria perrotii Warb. sind: Acyntha robusta (N.E.Br.) Chiov. (1932) und Sansevieria robusta N.E.Br. (1915).

## Nachweise